# Revolução Científico-Técnica e Acumulação de Capital

Revolução Técno-Cientifica e Acumulação de Capital é um livro escrito por Theotonio dos Santos, publicado pela Editora Vozes em 1987.
Neste livro o autor enfoca uma análise sistemática das consequências decorrentes da submissão da produção à ciência e do desenvolvimento da automação sobre os processos de invenção, inovação e difusão, bem como dos seus impactos sobre o crescimento econômico. Analisa o seu efeito sobre a concentração tecnológica com o surgimento dos modernos complexos produtivos que elevam a níveis totalmente inéditos a socialização da produção.